# Apörn
Apörn (Pithecophaga jefferyi) är en akut hotad fågel som enbart förekommer i Filippinerna och är en av världens största och kraftfullaste hökfåglar.

## Utseende och levnadssätt
Apörnen uppnår en kroppslängd av upp till 100 centimeter och har ett vingspann på omkring 230 centimeter vilket gör den till en av världens största örnar. Den vuxna honan väger omkring 4,5 kilogram och hanen fyra kilogram. Arten har långsam reproduktion och ungarna lämnar föräldrarnas revir först efter närmare två år. Den kan också bli mycket långlivad. I fångenskap har individer blivit över 40 år. Genom sitt levnadssätt är arten mycket svårstuderad och mycket lite är känt om dess ekologi.

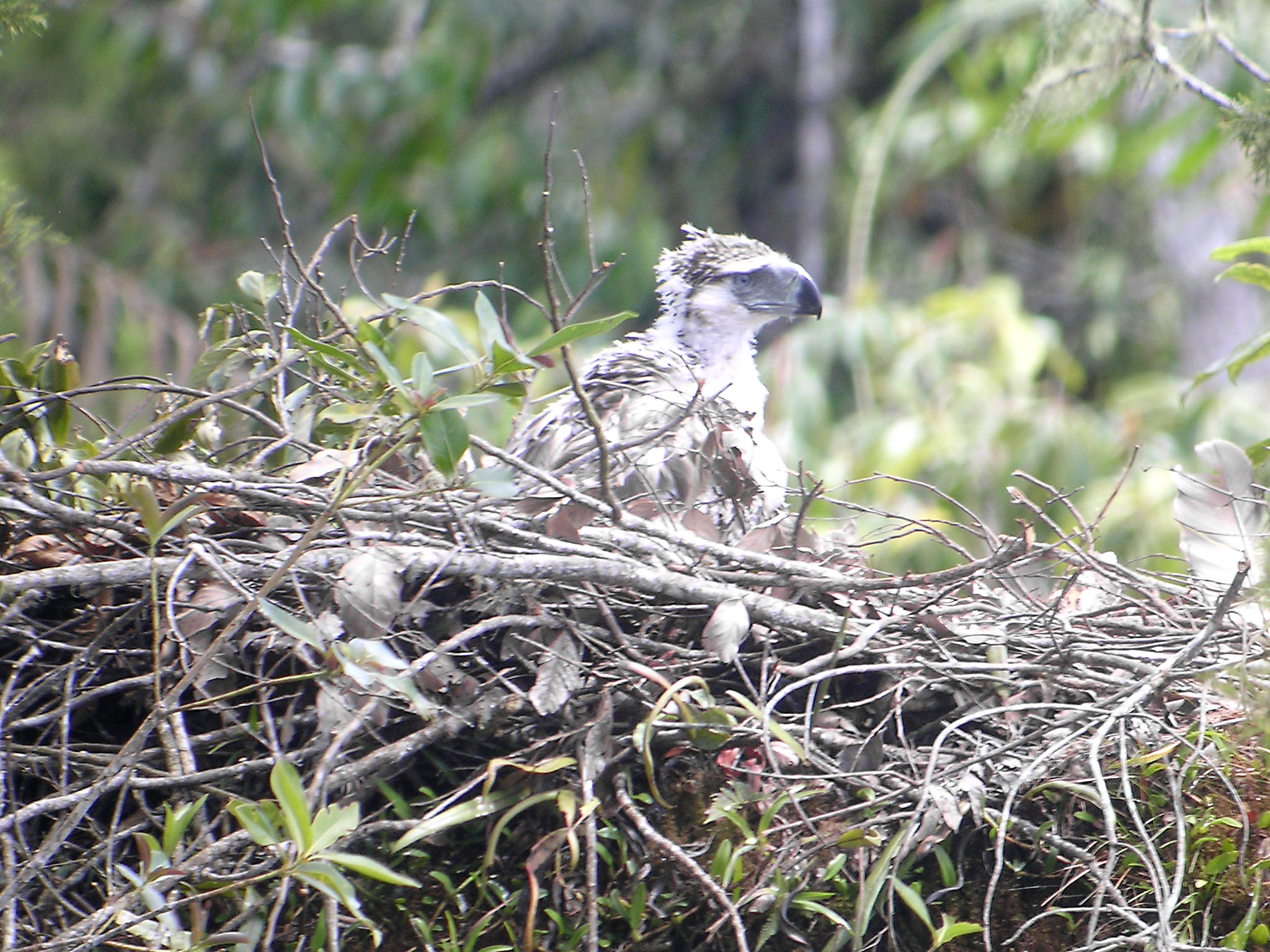
Apörn på bo.

## Utbredning och status
Apörnen levde ursprungligen på flera av Filippinernas öar (Luzon, Leyte, Samar och Mindanao) men idag finns det bara några enstaka par kvar på Luzon, Samar och Leyte medan merparten av världspopulationen lever på Mindanao. IUCN uppskattar att det totalt finns 90-250 par, eller 180-500 adulta individer. Arten hotas svårt av skogsavverkning. Den kategoriseras som akut hotad.

## Systematik
Apörnen är närmast släkt med ormörnar (Circaetus), hjälmörnar (Spilornis) samt den afrikanska arten gycklarörn (Terathopius ecaudatus).

## Namn
Släktnamnet Pithecophaga betyder ordagrant apätare, medan det vetenskapliga artnamnet hedrar Jeffrey Whitehead, engelsk börsmäklare och far till upptäcktsresande John Whitehead. På svenska har arten även kallats filippinsk apörn.

## I kulturen
Apörnen är Filippinernas nationalfågel.